# Список музичних вишів Росії
Список музичних вишів Росії
Нижче наведено список російських вишів, що спеціалізуються на музичній освіті або таких, що мають великі музичні факультети.
Виші наводяться за регіонами Росії, регіони — за алфавітом.

## Список вузів
Алтайський край
- Алтайська державна академія культури і мистецтв

Астраханська область
- Астраханська державна консерваторія

Башкортостан
- Уфимська державна академія мистецтв імені З. Ісмагілова

Бєлгородська область
- Білгородський державний інститут культури і мистецтв

Бурятія
- Східно-Сибірська державна академія культури і мистецтв

Волгоградська область
- Волгоградський державний інститут мистецтв і культури
- Волгоградський муніципальний інститут мистецтв ім. П. А. Серебрякова

Воронезька область
- Воронезька державна академія мистецтв

Кабардино-Балкарія
- Північно-Кавказький державний інститут мистецтв

Карелія
- Петрозаводська державна консерваторія імені А. К. Глазунова

Кемеровська область
- Кемеровський державний університет культури і мистецтв

Краснодарський край
- Краснодарський державний університет культури і мистецтв

Красноярський край
- Красноярська державна академія музики і театру

Москва
- Академія хорового мистецтва імені В. С. Попова
- Державний музично-педагогічний інститут імені М. М. Іпполітова-Іванова
- Державний спеціалізований інститут мистецтв
- Московська державна консерваторія імені П. І. Чайковського
- Московський державний інститут музики ім. А. Г. Шнітке
- Московський державний університет культури і мистецтв
- Російська академія музики імені Гнесіних
- Інститут вільних мистецтв і наук

Нижньогородська область
- Нижньогородська державна консерваторія імені М. І. Глінки

Новосибірська область
- Новосибірська державна консерваторія імені М. І. Глінки

Оренбурзька область
- Оренбурзький державний інститут мистецтв імені Леопольда і Мстислава Ростроповичів

Орловська область
- Орловський державний інститут мистецтв і культури

Пермський край
- Пермський державний інститут мистецтва і культури

Приморський край
- Далекосхідна державна академія мистецтв

Ростовська область
- Ростовська державна консерваторія імені С. В. Рахманінова

Самарська область
- Самарська державна академія культури і мистецтв
- Тольяттинский інститут мистецтв

Санкт-Петербург
- Санкт-Петербурзька державна консерваторія імені Н. А. Римського-Корсакова
- Санкт-Петербурзький державний університет культури і мистецтв
- Російський Державний Педагогічний Університет імені Герцена

Саратовська область
- Саратовська державна консерваторія імені Л. В. Собінова

Саха (Якутія)
- Вища школа музики Республіки Саха (Якутія)

Свердловська область
- Уральська державна консерваторія імені М. П. Мусоргського

Смоленська область
- Смоленський державний інститут мистецтв

Тамбовська область
- Тамбовський державний музично-педагогічний інститут імені С. В. Рахманінова

Татарстан
- Казанська державна консерваторія імені Н. Г. Жиганова
- Казанський державний університет культури і мистецтв

Тюменська область
- Тюменський державний інститут мистецтв і культури

Хабаровський край
- Хабаровський державний інститут мистецтв і культури

Челябінська область
- Магнітогорська державна консерваторія імені М. І. Глінки
- Челябінська державна академія культури і мистецтв
- Челябінський інститут музики імені П. І. Чайковського

Чувашія
- Чуваська державний інститут культури і мистецтв